# 樹本祐季
樹本 祐季（きもと ゆうき、7月20日 - ）は、日本の漫画家、同人作家。東京都生まれ、千葉県育ち。血液型はB型。
『少女コミック増刊』（小学館）に掲載された「恋するMiss マンスリーデー」でデビュー。源氏街子・中村月人名義での作品発表もある。
同人サークル「愛情バンク」を主宰。

## 作品リスト
特記のない限り、小学館・フラワーコミックス (α) より刊行。
- ひとみ BranD（1997年、てんとう虫コミックス）
- Hにまつわるエトセトラ（1997年）
- 放課後戦線異状あり!（1998年、てんとう虫コミックス）
- アイドルでいこう!!（1999年、てんとう虫コミックス）
- 素肌で革命（レボリューション）（1998年 - 2000年、全8巻）
  - 収録作品：「SEXY BOY虜にしよう」（8巻）
- ダイナマイト愛 LOVE×男 BOY（2000年 - 2002年、全5巻）
- 心（ハート）で脱がせて（2001年）
- ギュッとしてD（2002年、全2巻）
- 恋愛♥仕置人（ラブ・バスターズ）（2002年）
- 抱いて…（2003年）
- 17歳の夏 恋に死ぬ（2003年）
  - 収録作品：「17歳の夏 恋に死ぬ」「恋の行方は、わからない」「とろけるゆびさき」
- 胸さわぎRUSH RUSH RUSH!（2003年）
- 愛して愛されなくっちゃね!（2004年）
- もっと愛して愛されなくっちゃね!（2005年）
  - 収録作品：「もっと愛して愛されなくっちゃね!」「恋して恋されなくっちゃね!」「奪ってみろよ!!」
- 海をこえても恋をする（2005年）
- 恋愛芝居しましょ（2006年）
  - 収録作品：「恋愛芝居しましょ♥」「魅せましょ! 恋愛芝居」「恋愛芝居、ひろめましょ」
- ヒミツの恋愛ドラマ（2006年）
  - 収録作品：「ヒミツの恋愛ドラマ」「熱くとろけて恋愛ドラマ」「今夜もHOTに恋愛ドラマ」
- 身体で縛らないで★（2008年）
- 悦びにとける（2009年）
  - 収録作品：「悦びにとける」「とかして とけて」「なんでも ぜんぶ」「もう一度 深く」「あばいて あたしのぜんぶ」
- エロティック♥シネマ（2010年）
  - 収録作品：「エロティック♥シネマ」「純な香 めざめる愛」「スローな愛ではいられないっ!」「風に奪われて」「彼に悶々?」

中村月人名義
- MIX!無敵のデュオ（1995年、学習研究社）

源氏街子名義
- 芸能人なヤツら（1995年、芳文社花音コミックス）